# レッツシンガソング
「レッツシンガソング」は、大石昌良の配信限定シングル。2012年11月14日に配信が開始された。

## 解説
大石昌良としては1作品目となる配信限定シングルであり、3カ月連続配信の1作品目となる配信限定シングルである。楽曲について大石昌良は「うたうたいのドキュメントソング」と語っており、「ミュージシャンっていうのは旅人」など、さわやかなメロディにミュージシャンならではの“想い”を綴っていると言う。

## 収録曲
1. レッツシンガソング
作詞・作曲：大石昌良